# Lista de singles número um na On-Demand Songs em 2012

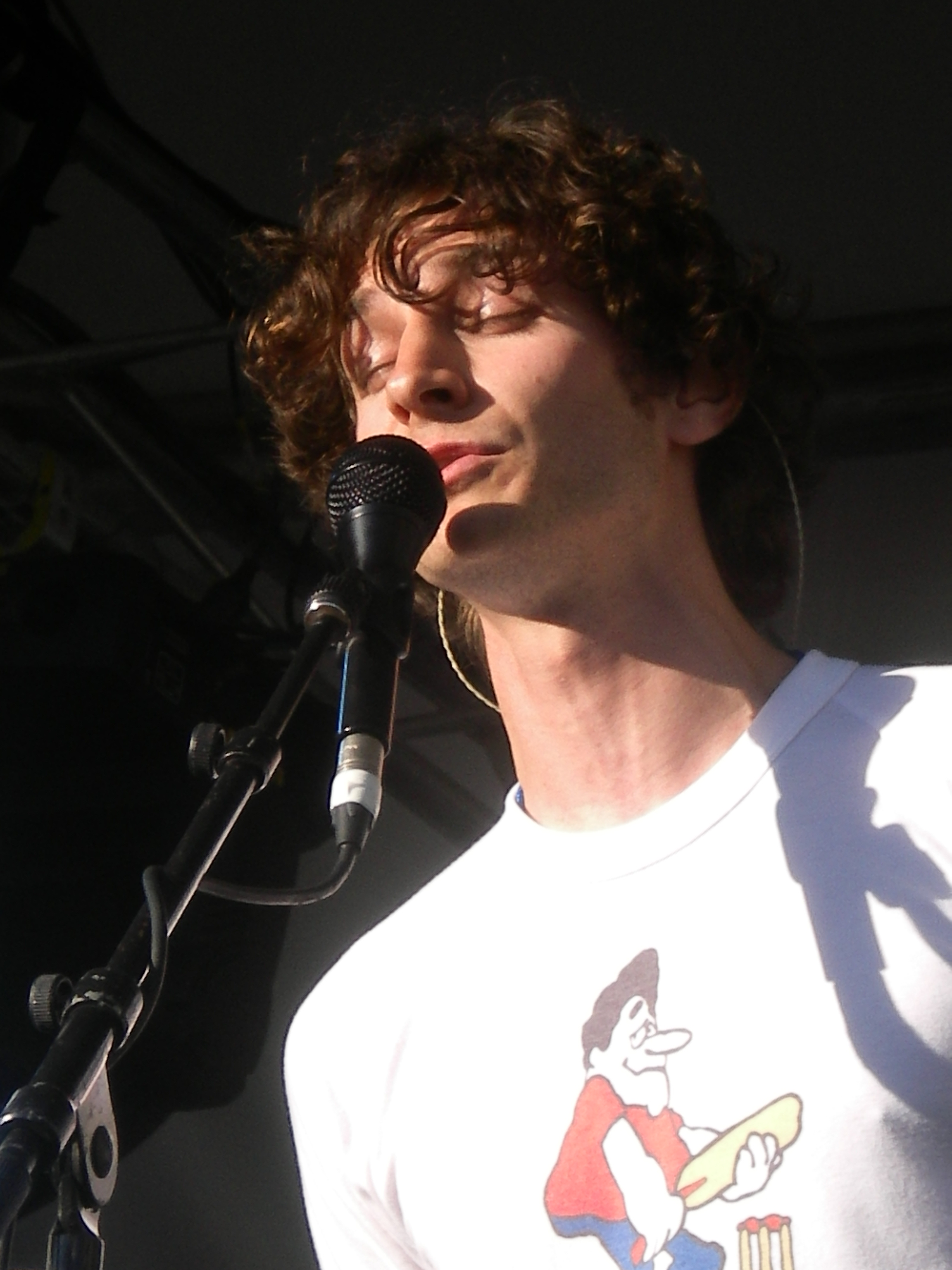
"Somebody That I Used to Know" fez do australiano Gotye o primeiro não americano a liderar a tabela. Foi ainda o single que por mais tempo ocupou o primeiro posto da tabela e o com a maior unidade acumulada de streaming do ano.

A seguir apresenta-se a lista dos singles que alcançaram o número um da On-Demand Songs no ano de 2012. A On-Demand Songs é uma tabela musical publicada semanalmente pela revista norte-americana Billboard. Compilados semanalmente pela Nielsen SoundScan, os seus dados baseam-se em streaming de canções nas principais estações de rádio, isto é, o número de pedidos de reprodução de músicas nas principais estações de rádio e o número de reproduções ilimitadas de músicas em estações de rádio controladas pelo ouvinte.
Em 2012, dez canções posicionaram-se no topo da On-Demand Songs. "We Are Young", do trio fun. com participação da músico Janelle Monáe, foi a primeira a alcançar o topo da tabela, permanecendo no posição por cinco semanas consecutivas. Com oito semanas consecutivas, "Somebody That I Used to Know", do cantor australiano Gotye com participação da neozelandesa Kimbra, foi o single que por mais tempo ocupou o primeiro posto em 2012. Assim, tornou-se no primeiro por um artista não americano a posicionar-se na primeira posição da tabela e também no primeiro a estabelecer o recorde de tempo de permanência mais longa; todavia, tal título foi arrancado por "Thrift Shop" no ano seguinte. A canadiana Carly Rae Jepsen tornou-se na terceira não-americana a alcançar o topo da On-Demand Songs com o tema "Call Me Maybe", que liderou a tabela por seis semanas. De seguida vem o sul-coreano PSY, cujo tema "Gangnam Style" fez dele o quarto não-americano a liderar a tabela.
"Gangnam Style" foi o single com a maior quantidade de streaming para uma semana, com 1 milhão e 600 mil unidades na publicação de 20 de Outubro, tornando-se no primeiro na história da On-Demand Songs a atingir a marca de 1 milhão e 600 mil unidades de streamings em uma semana. Todavia, foi "Somebody That I Used to Know" que conseguiu a maior quantidade acumulada de streaming do ano. Em segundo e quarto lugares vêm "We Are Young" e "Some Nights", respectivamente, fazendo de fun. o primeiro artista a ter duas canções entre os cinco primeiros postos na lista anual dos singles com mais streaming.
As bandas fun. e Maroon 5 foram os únicos artistas que colocaram mais de uma música na primeira posição: "We Are Young" e "Some Nights" pela primeira, e "Payphone" e "One More Night" pela segunda. Duas canções que atingiram o topo neste ano continuaram as suas corridas em 2013. Elas são "Locked Out of Heaven" de Bruno Mars, e "Diamonds" da barbadiana Rihanna.

## Histórico

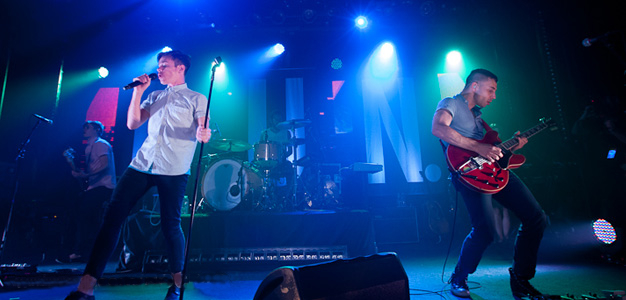
Além de ter sido a primeira canção a liderar a On-Demand Songs, "We Are Young" fez do trio fun. o único artista a ter duas canções entre os cinco primeiros postos da lista anual dos singles com maior unidade acumulada de streaming do ano.

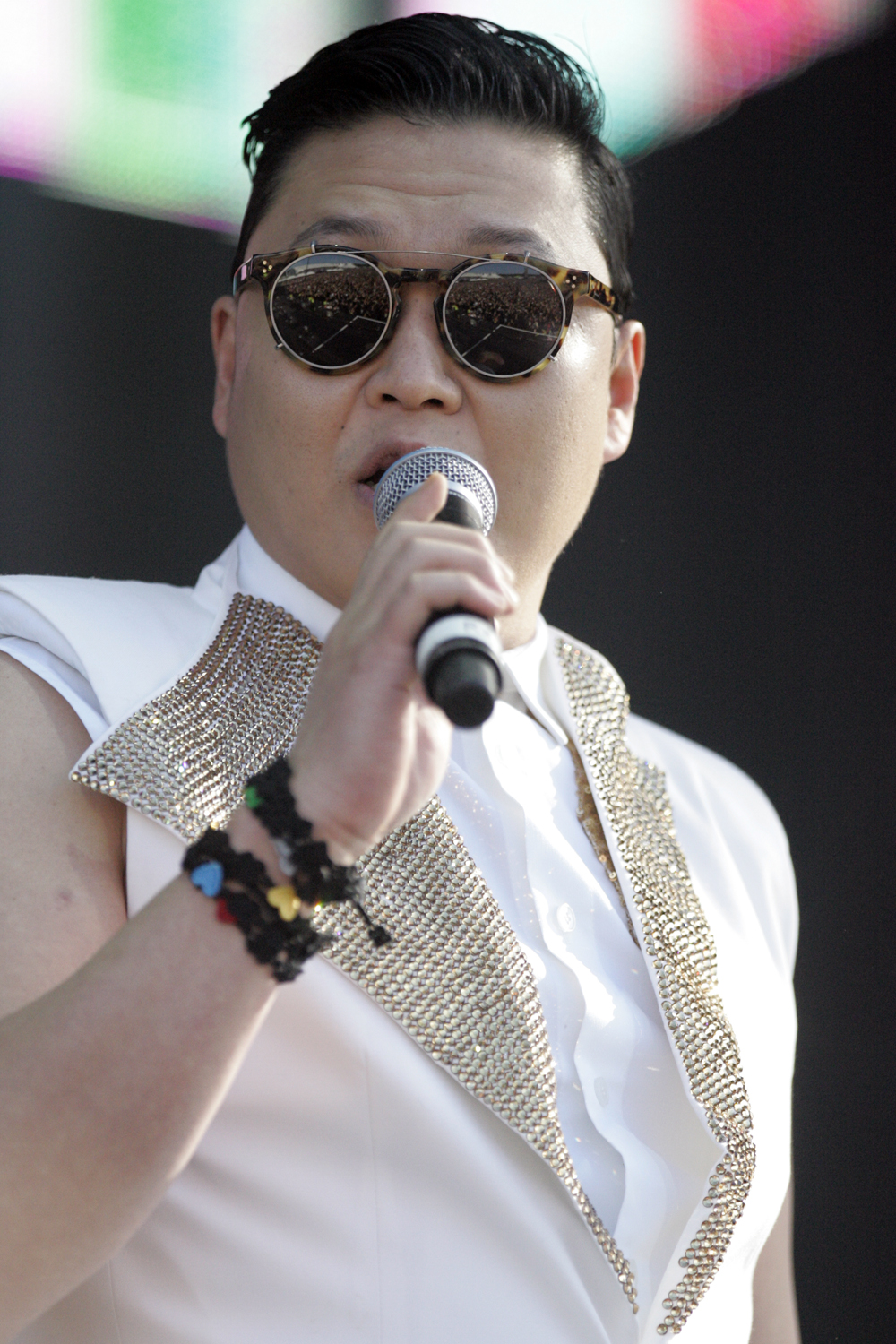
O sul-coreano PSY estabeleceu o recorde de maior quantidade de streaming em uma única semana com "Gangnam Style".

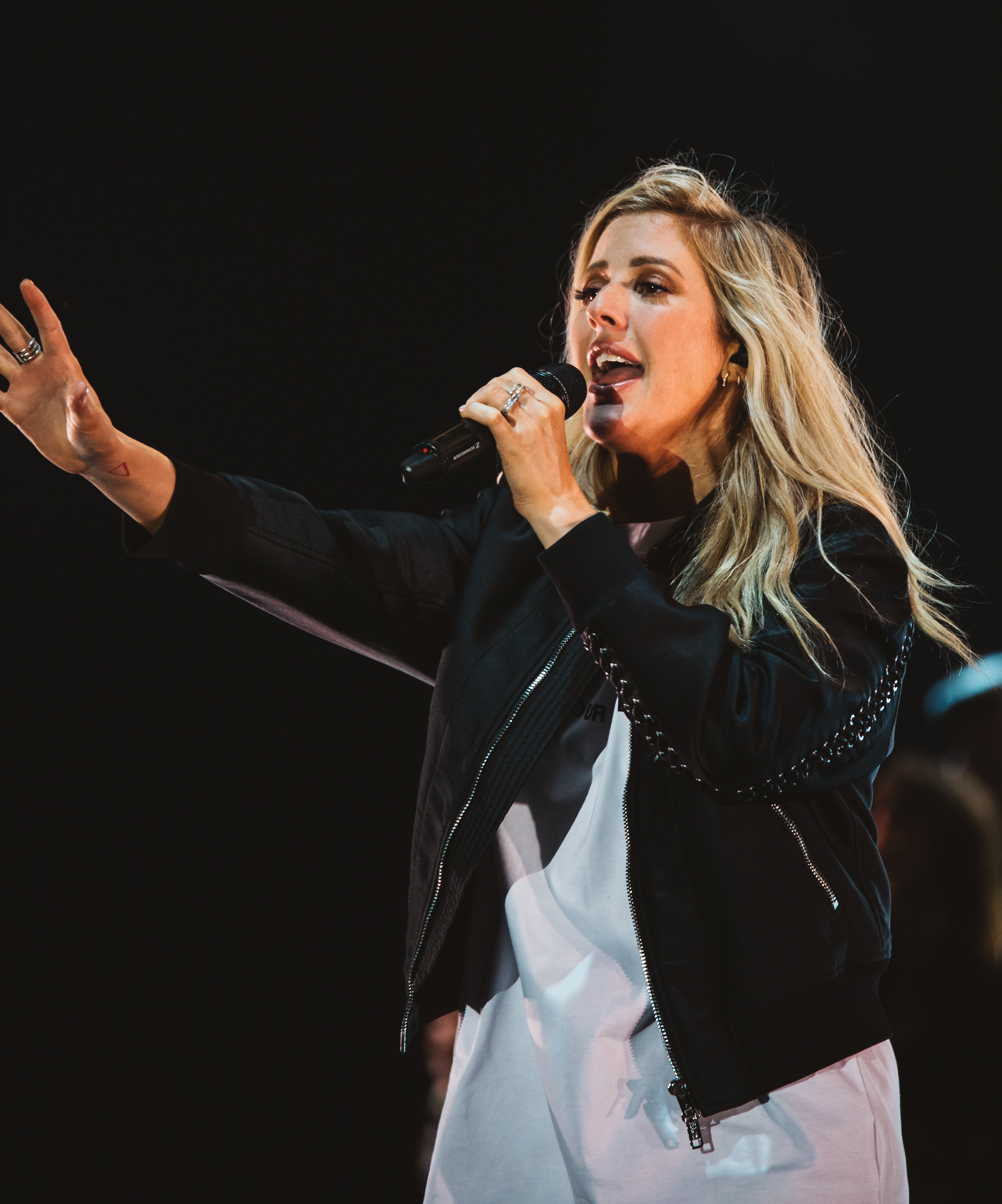
"Lights", da britânica Ellie Goulding, foi a canção com o segundo maior período no primeiro posto da On-Demand Songs do ano.

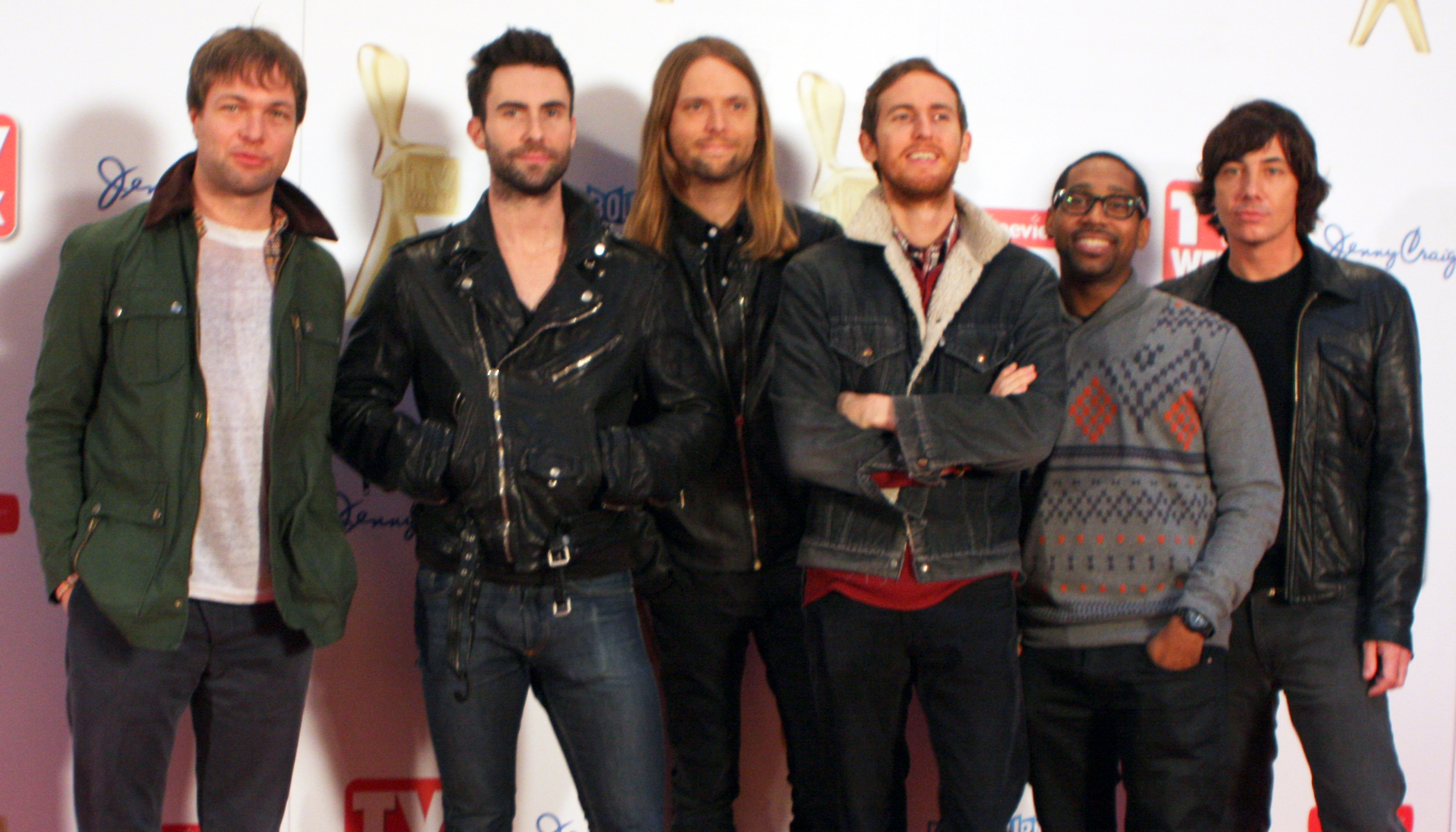
A banda Maroon 5 conseguiu posicionar duas canções na primeira posição da tabela.

| Data           | Canção                         | Artista(s)                               | Streaming (em milhões) | Ref.   |
| -------------- | ------------------------------ | ---------------------------------------- | ---------------------- | ------ |
| 24 de Março    | "We Are Young"                 | fun. com participação de Janelle Monáe   | 1,10                   | [ 5 ]  |
| 31 de Março    | "We Are Young"                 | fun. com participação de Janelle Monáe   | 1,10                   | [ 6 ]  |
| 7 de Abril     | "We Are Young"                 | fun. com participação de Janelle Monáe   | 1,18                   | [ 7 ]  |
| 14 de Abril    | "We Are Young"                 | fun. com participação de Janelle Monáe   | 1,18                   | [ 8 ]  |
| 21 de Abril    | "We Are Young"                 | fun. com participação de Janelle Monáe   | 1,10                   | [ 9 ]  |
| 28 de Abril    | "Somebody That I Used to Know" | Gotye com participação de Kimbra         | 1,28                   | [ 10 ] |
| 5 de Maio      | "Somebody That I Used to Know" | Gotye com participação de Kimbra         | 1,40                   | [ 11 ] |
| 12 de Maio     | "Somebody That I Used to Know" | Gotye com participação de Kimbra         | 1,40                   | [ 12 ] |
| 19 de Maio     | "Somebody That I Used to Know" | Gotye com participação de Kimbra         | 1,40                   | [ 13 ] |
| 26 de Maio     | "Somebody That I Used to Know" | Gotye com participação de Kimbra         | 1,30                   | [ 14 ] |
| 2 de Junho     | "Somebody That I Used to Know" | Gotye com participação de Kimbra         | 1,20                   | [ 15 ] |
| 9 de Junho     | "Somebody That I Used to Know" | Gotye com participação de Kimbra         | 1,10                   | [ 16 ] |
| 16 de Junho    | "Somebody That I Used to Know" | Gotye com participação de Kimbra         | 1,10                   | [ 17 ] |
| 23 de Junho    | "Call Me Maybe"                | Carly Rae Jepsen                         | 1,10                   | [ 18 ] |
| 30 de Junho    | "Call Me Maybe"                | Carly Rae Jepsen                         | 0,967                  | [ 19 ] |
| 7 de Julho     | "Call Me Maybe"                | Carly Rae Jepsen                         | 1,10                   | [ 20 ] |
| 14 de Julho    | "Payphone"                     | Maroon 5 com participação de Wiz Khalifa | 0,933                  | [ 21 ] |
| 21 de Julho    | "Call Me Maybe"                | Carly Rae Jepsen                         | 0,987                  | [ 22 ] |
| 28 de Julho    | "Call Me Maybe"                | Carly Rae Jepsen                         | 0,857                  | [ 23 ] |
| 4 de Agosto    | "Lights"                       | Ellie Goulding                           | 0,867                  | [ 24 ] |
| 11 de Agosto   | "Call Me Maybe"                | Carly Rae Jepsen                         | 0,915                  | [ 25 ] |
| 18 de Agosto   | "Lights"                       | Ellie Goulding                           | —                      | [ 26 ] |
| 25 de Agosto   | "Lights"                       | Ellie Goulding                           | 0,829                  | [ 27 ] |
| 1 de Setembro  | "Lights"                       | Ellie Goulding                           | —                      | [ 28 ] |
| 8 de Setembro  | "Lights"                       | Ellie Goulding                           | —                      | [ 29 ] |
| 15 de Setembro | "Lights"                       | Ellie Goulding                           | —                      | [ 30 ] |
| 22 de Setembro | "Lights"                       | Ellie Goulding                           | —                      | [ 31 ] |
| 29 de Setembro | "Some Nights"                  | fun.                                     | 0,774                  | [ 32 ] |
| 6 de Outubro   | "One More Night"               | Maroon 5                                 | 0,775                  | [ 33 ] |
| 13 de Outubro  | "One More Night"               | Maroon 5                                 | 0,807                  | [ 34 ] |
| 20 de Outubro  | "Gangnam Style"                | PSY                                      | 1,60                   | [ 35 ] |
| 27 de Outubro  | "Gangnam Style"                | PSY                                      | 0,981                  | [ 36 ] |
| 3 de Novembro  | "Gangnam Style"                | PSY                                      | 0,949                  | [ 37 ] |
| 10 de Novembro | "Gangnam Style"                | PSY                                      | 0,947                  | [ 38 ] |
| 17 de Novembro | "Gangnam Style"                | PSY                                      | 0,867                  | [ 39 ] |
| 24 de Novembro | "Diamonds"                     | Rihanna                                  | 0,959                  | [ 40 ] |
| 1 de Dezembro  | "Diamonds"                     | Rihanna                                  | 1,05                   | [ 41 ] |
| 8 de Dezembro  | "Diamonds"                     | Rihanna                                  | 1,08                   | [ 42 ] |
| 15 de Dezembro | "Diamonds"                     | Rihanna                                  | 1,06                   | [ 43 ] |
| 22 de Dezembro | "Diamonds"                     | Rihanna                                  | 1,20                   | [ 44 ] |
| 29 de Dezembro | "Locked Out of Heaven"         | Bruno Mars                               | 1,20                   | [ 45 ] |